# تخطيط صدى كلوي
تخطيط الصدى الكلوي هو فحص إحدى الكليتين أو كليهما باستخدام الموجات فوق الصوتية الطبية.
يعد تخطيط الصدى الكلوي ضروريًا في تشخيص الأمراض الكلى وإدارتها. يمكن فحص الكلى بسهولة، ويمكن تمييز معظم التغيرات المرضية فيها باستخدام الموجات فوق الصوتية. يعد تخطيط الصدى وسيلة مساعدة سهلة ومتعددة الاستخدامات وغير مكلفة وسريعة لاتخاذ القرار لدى المرضى الذين يعانون من أعراض كلوية وللتوجه نحو التدخلات الكلوية.
تخطيط الصدى الكلوي هو فحص شائع يُجرى منذ عقود. باستخدام التصوير بالنمط بي، يمكن تقييم تشريح الكلى بسهولة، وغالبًا ما يستخدم تخطيط الصدى كدليل صوري للتدخلات الكلوية. بالإضافة إلى ذلك، طُورت تطبيقات جديدة لتخطيط الصدى الكلوي باستخدام الموجات فوق الصوتية المحسنة بالتباين (CEUS) وتخطيط المرونة والتصوير الدمجي. مع ذلك، يملك تخطيط الصدى الكلوي قيودًا معينة، ويجب دائمًا اعتبار الأساليب الأخرى، مثل التصوير المقطعي المحوسب والتصوير بالرنين المغناطيسي، كطرق تصوير تكميلية في تقييم أمراض الكلى.

## التقنية
لا يتطلب فحص الكلى بالموجات فوق الصوتية أي إجراء تحضيري للمريض وعادةً ما يطبق على المريض في وضعية الاستلقاء. تفحص الكلى في مستويي المسح الطولي والمستعرض مع وضع محول الأشعة في الخواصر. في حال حجب الصورة بعد تعريض الكلى للموجات فوق الصوتية بسبب الهواء الموجود في الأمعاء، تدمج وضعية الاستلقاء مع وضعية الاستلقاء الجانبي مع تحريك محول الأشعة ظهريًا. يفضل أن يبدأ الفحص في المستوى االطولي، بالتوازي مع قطر الكلية الطويل، إذ يسهل تمييز الكلى.
لدى المريض البالغ، يستخدم محول أشعة منحنٍ بترددات مركزية تتراوح بين 3-6 ميغاهرتز، بينما يجب فحص المرضى الأطفال باستخدام محول أشعة خطي بترددات مركزية أعلى. دائمًا ما تحجب آثار الأضلاع السفلية الأقطاب العلوية للكلى. مع ذلك، يمكن فحص الكلية بأكملها أثناء التنفس الطبيعي أو أثناء حبس النفس، إذ تتبع الكلية الحجاب الحاجز وتغير توضعها وفقًا لذلك.

## النتائج في الكلى الطبيعية
في مستوى الفحص الطولي، يكون للكلية شكل بيضاوي مميز شبيه بحبة الفاصولياء. غالبًا ما تكون الكلية اليمنى موجهة للخلف وهي أقل سماكة من الكلية اليسرى، والتي قد تحتوي على ما يسمى بالحدبة الجملية نظرًا لقربها من الطحال. تحاط الكلى بمحفظة تفصلها عن الدهون المحيطة المولدة للصدى، والتي تشاهَد كبنية خطية رقيقة.
تنقسم الكلية إلى البرنشيمة والجيب الكلوي. تكون الجيوب الكلوية مفرطة الصدى وتتكون من الكؤوس والحويضة الكلوية والدهون والأوعية الرئيسية داخل الكلى. في الكلى الطبيعية، لا يكون نظام تجميع البول في الجيب الكلوي مرئيًا، لكنه يخلق مظهرًا متغاير الصدى مع الدهون والأوعية المتداخلة. تكون البرنشيمة ناقصة الصدى ومتجانسة وتنقسم إلى القشرة الخارجية والأهرام النخاعية العميقة وناقصة الصدى. توجد بين الأهرام نتوءات قشرية، تسمى أعمدة بيرتان. لدى المرضى الأطفال، يسهل تفريق الأهرام النخاعية ناقصة الصدى عن المنطقة المحيطية مفرطة الصدى ضمن القشرة في حافة البرنشيمة، بالإضافة إلى أعمدة بيرتان.
يبلغ طول الكلية البالغة عادةً 10-12 سم، وتكون الكلية اليمنى أطول بقليل من اليسرى. يختلف حجم الكلية عند البالغين بحسب الطول والعمر. مع ذلك، تتوفر مخططات معيارية لحجم الكلى لدى الأطفال.
يجب تقدير السماكة القشرية لقاعدة الهرم وتبلغ عادةً 7-10 مم. إذا كان من الصعب تمييز الأهرامات، يمكن قياس سماكة البرنشيمة بدلًا منها ويجب أن تكون 15-20 مم. يتناقص توليد القشرة للصدى مع التقدم بالعمر وتكون مولدة للصدى بدرجة أقل أو تساوي الكبد والطحال بنفس العمق لدى الأفراد الأكبر من ستة أشهر. لدى حديثي الولادة والأطفال حتى ستة أشهر، تكون القشرة أكثر توليدًا للصدى من الكبد والطحال عند مقارنتها بنفس العمق.